# 강도강간죄
강도강간죄(強盜強姦罪)는 강도가 부녀를 강간함으로써 성립하는 범죄를 말한다. 일반의 강도나 강간의 경우보다 가중처벌을 한다.